# Horst Bertl
Horst Bertl (ur. 24 marca 1947 w Bremerhaven, zm. 6 lutego 2022) – niemiecki piłkarz grający na pozycji pomocnika, trener.

## Kariera piłkarska
Horst Bertl karierę piłkarską rozpoczął w 1966 roku w juniorach TuS Bremerhaven 93, w którym w 1969 roku przeszedł do profesjonalnej drużyny klubu, w której grał do 1970 roku. Następnie został zawodnikiem Hannoveru 96 w barwach którego 22 sierpnia 1970 roku w przegranym 1:2 meczu domowym z Eintrachtem Frankfurt, w którym w 73. minucie zastąpił Williego Reimanna, zadebiutował w Bundeslidze, natomiast pierwszego gola w tych rozgrywkach zdobył 23 września 1970 roku w wygranym 2:1 meczu domowym z FC Kaiserslautern, otwierając w 31. minucie wynik meczu. W latach 1972–1974 reprezentował barwy występującej w Regionallidze zachodniej Borussii Dortmund.
W 1974 roku wrócił do Bundesligi, tym razem do Hamburgera SV, z którym odnosił największe sukcesy w karierze piłkarskiej: mistrzostwo Niemiec (1979), wicemistrzostwo Niemiec (1976), a także zdobył Puchar Ligi Niemieckiej 1972/1973 oraz 11 maja 1977 roku wygranej 2:0 w finale z belgijskim Anderlechtem Bruksela na Olympisch Stadion w Amsterdamie zdobył Puchar Zdobywców Pucharów, a najlepszym przyjacielem w klubie był reprezentant Anglii – Kevin Keegan.
W kwietniu 1979 roku władze klubu poinformowały Bertla o nieprzedłużaniu z nim umowy, w związku z czym po sezonie 1978/1979 odszedł z klubu.
Następnie Bertl wyjechał do Stanów Zjednoczonych grać w klubie ligi North American Soccer League – Houston Hurricane, w którym grał do końca sezonu 1980, a następnie w 1981 roku został zawodnikiem klubu halowej ligi MISL – Memphis Americans, w którym był również grającym trenerem, a po sezonie 1982/1983 zakończył karierę piłkarską.

## Kariera trenerska
Horst Bertl po zakończeniu kariery piłkarskiej oraz ślubie z Amerykanką rozpoczął karierę trenerską. Osiadł w Dallas i pracował jako trener-instruktor USSF (Amerykański Związek Piłki Nożnej) i pracownik agencji sportowej w Dallas, w której doradzał Paulowi Caligiuri w przeprowadzce do Hamburgera SV w styczniu 1987 roku, a także był trenerem drużyn juniorskich i profesjonalnych
W latach 1981–1984 został trenerem klubu halowej ligi MISL – Memphis Americans (39 wygranych, 53 przegrane), gdzie w latach 1981–1983 był jednocześnie zawodnikiem. W 1984 roku został trenerem Dallas Comets w Dallas. W 1993 roku prowadził Dallas Rockets w play-offach USISL sezonie 1992/1993. W 2012 roku po fuzji Dallas Comets z klubem ligi MLS – FC Dallas został trenerem młodzieżowej drużyny klubu.

## Sukcesy

### Zawodnicze
Hamburger SV
- Mistrzostwo Niemiec: 1979
- Wicemistrzostwo Niemiec: 1976
- Puchar Niemiec: 1976
- Finał Pucharu Niemiec: 1974
- Puchar Ligi Niemieckiej: 1973
- Puchar Zdobywców Pucharów w piłce nożnej: 1977